# Keith Gardner
Keith Alvin Saint Hope Gardner (né le 6 septembre 1929 et mort le 25 mai 2012) est un athlète jamaïcain polyvalent concourant sur les épreuves de sprint, de haies et de relais. Il mesure 1,75 m pour 64 kg.

## Carrière
Il meurt le 25 mai 2012, à l'âge de 82 ans.

### Palmarès
| Date | Compétition                                     | Lieu      | Résultat | Épreuve          | Performance   |
| ---- | ----------------------------------------------- | --------- | -------- | ---------------- | ------------- |
| 1954 | Jeux de l'Empire britannique et du Commonwealth | Vancouver | 1er      | 120 yards haies  | 14 s 2        |
| 1954 | Jeux de l'Empire britannique et du Commonwealth | Vancouver | 6e       | 4 × 110 y        | —             |
| 1954 | Jeux de l'Empire britannique et du Commonwealth | Vancouver | 6e       | 4 × 440 y        | 3 min 19 s 0  |
| 1955 | Jeux panaméricains                              | Mexico    | 2e       | 110 mètres haies | 14 s 74       |
| 1956 | Jeux olympiques d'été                           | Melbourne | —        | 4 × 400 m        | DSQ           |
| 1958 | Jeux de l'Empire britannique et du Commonwealth | Cardiff   | 1er      | 100 yards        | 9 s 4         |
| 1958 | Jeux de l'Empire britannique et du Commonwealth | Cardiff   | 2e       | 220 yards        | 21 s 0        |
| 1958 | Jeux de l'Empire britannique et du Commonwealth | Cardiff   | 1er      | 120 yards haies  | 14 s 0        |
| 1958 | Jeux de l'Empire britannique et du Commonwealth | Cardiff   | 3e       | 4 × 400 m        | 3 min 10 s 08 |
| 1960 | Jeux olympiques d'été                           | Rome      | 5e       | 110 mètres haies | 14 s 55       |
| 1960 | Jeux olympiques d'été                           | Rome      | 3e       | 4 × 400 m        | 3 min 04 s 0  |

### Records
| Épreuve          | Performance | Lieu     | Date     |
| ---------------- | ----------- | -------- | -------- |
| 100 mètres       | 10 s 3      |          | 1958     |
| 200 mètres       | Inconnus    | Inconnus | Inconnus |
| 400 mètres       | 46 s 3      |          | 1958     |
| 110 mètres haies | 13 s 8      |          | 1958     |